# Kanton Bourg-en-Bresse-1
Der Kanton Bourg-en-Bresse-1 ist ein französischer Kanton im Arrondissement Bourg-en-Bresse, im Département Ain und in der Region Auvergne-Rhône-Alpes. Er umfasst die Gemeinde Viriat und den Nordostteil der Gemeinde Bourg-en-Bresse, in der auch sein bureau centralisateur liegt.
Der Kanton wurde im Rahmen der landesweiten Neuordnung der Kantone im Jahr 2015 geschaffen und ersetzte eine ähnliche Struktur aus mehreren Kantonen (Bourg-en-Bresse-Est, -Nord-Centre und -Sud) sowie den Kanton Viriat. Er schließt das historische Zentrum von Bourg-en-Bresse mit ein.

## Gemeinden
Der Kanton besteht aus zwei Gemeinden und Gemeindeteilen mit insgesamt 35.813 Einwohnern (Stand: 1. Januar 2022) auf einer Gesamtfläche von 61,86 km²:
| Gemeinde                 | Einwohner 1. Januar 2022 | Fläche km² | Dichte Einw./km² | Code INSEE | Postleitzahl |
| ------------------------ | ------------------------ | ---------- | ---------------- | ---------- | ------------ |
| Bourg-en-Bresse          | 28.858                   | 16,83      | 1.715            | 01053      | 01000        |
| Viriat                   | 6.955                    | 45,03      | 154              | 01451      | 01440        |
| Kanton Bourg-en-Bresse-1 | 35.813                   | 61,86      | 579              | 0105       | –            |

1. ↑   Nur der nördliche Teil der Gemeinde, der Rest gehört zum Kanton Bourg-en-Bresse-2.

## Politik
| Vertreter im Départementsrat | Vertreter im Départementsrat           | Vertreter im Départementsrat |
| Amtszeit                     | Namen                                  | Partei                       |
| ---------------------------- | -------------------------------------- | ---------------------------- |
| 2015–2021                    | Hélène Maréchal Bernard Perret         | LR DVD                       |
| 2021–                        | Hélène Bertrand-Maréchal Alexis Morand | DVD                          |